# Кембрія (Вісконсин)
Кембрія (англ. Cambria) — селище (англ. village) в США, в окрузі Колумбія штату Вісконсин. Населення — 777 осіб (2020).

## Географія
Кембрія розташована за координатами 43°32′29″ пн. ш. 89°6′41″ зх. д. / 43.54139° пн. ш. 89.11139° зх. д. (43.541358, -89.111482).  За даними Бюро перепису населення США в 2010 році селище мало площу 2,68 км², з яких 2,55 км² — суходіл та 0,13 км² — водойми.

## Демографія
Згідно з переписом 2010 року, у селищі мешкало 767 осіб у 301 домогосподарстві у складі 201 родини. Густота населення становила 286 осіб/км².  Було 342 помешкання (128/км²).
Расовий склад населення:
| - 91,7 % — білих - 0,8 % — чорних або афроамериканців - 0,4 % — азіатів - 0,1 % — корінних американців - 6,4 % — осіб інших рас |

До двох чи більше рас належало 0,7 %. Частка іспаномовних становила 12,1 % від усіх жителів.
За віковим діапазоном населення розподілялося таким чином: 28,7 % — особи молодші 18 років, 61,3 % — особи у віці 18—64 років, 10,0 % — особи у віці 65 років та старші. Медіана віку мешканця становила 35,7 року. На 100 осіб жіночої статі у селищі припадало 105,1 чоловіків;  на 100 жінок у віці від 18 років та старших — 94,0 чоловіків також старших 18 років.
Середній дохід на одне домашнє господарство  становив 57 628 доларів США (медіана — 52 031), а середній дохід на одну сім'ю — 67 695 доларів (медіана — 65 357). Медіана доходів становила 38 393 долари для чоловіків та 30 625 доларів для жінок. За межею бідності перебувало 17,2 % осіб, у тому числі 37,3 % дітей у віці до 18 років та 7,9 % осіб у віці 65 років та старших.
Цивільне працевлаштоване населення становило 372 особи. Основні галузі зайнятості: виробництво — 26,3 %, освіта, охорона здоров'я та соціальна допомога — 16,9 %, роздрібна торгівля — 9,7 %, оптова торгівля — 8,3 %.